# اسمیرنا (جورجیا)
اسمیرنا، جورجیا (به انگلیسی: Smyrna, Georgia) یک شهر در ایالات متحده آمریکا با جمعیت ۵۲٬۶۵۰ نفر است که در جورجیا واقع شده‌است.

## موقعیت جغرافیایی
موقعیت جغرافیایی شهرها و مناطق اطراف به شرح زیر است: